# Pentatló modern als Jocs Olímpics d'estiu de 2008
Les proves de Pentatló modern als Jocs Olímpics d'estiu de 2008 a Pequín es van celebrar el 21 i 22 d'agost a l'Estadi del Centre Olímpic (Camp a través i hípica), la Piscina Ying Tung (natació), i el Centre de Conferències del Parc Olímpic de Pequín (esgrima i el tir).
Es van repartir dues medalles d'or, una per a la categoria masculina (36 atletes) i una per a la femenina (36 atletes). Els participants van prendre part en un mateix dia en cinc proves diferents: el tir, l'esgrima, la natació, l'hípica i el camp a través com a prova final.

## Resultats

### Homes
| Event           | Or                      | Plata                         | Bronze                            |
| Pentatló modern | Andrey Moiseev · Rússia | Edvinas Krungolcas · Lituània | Andrejus Zadneprovskis · Lituània |

### Dones
| Event           | Or                         | Plata                     | Bronze                          |
| Pentatló modern | Lena Schöneborn · Alemanya | Heather Fell · Anglaterra | Anastasiya Samusevich · Belarús |

## Medaller
| Pos. | País       | Or | Plata | Bronze | Total |
| 1    | Alemanya   | 1  | 0     | 0      | 1     |
| 1    | Rússia     | 1  | 0     | 0      | 1     |
| 3    | Lituània   | 0  | 1     | 1      | 2     |
| 4    | Anglaterra | 0  | 1     | 0      | 1     |
| 5    | Belarús    | 0  | 0     | 1      | 1     |

## Criteris de qualificació

### Competicions preolímpiques
| Competició                        | Data                        | Lloc           | Núm. de places |
| --------------------------------- | --------------------------- | -------------- | -------------- |
| Campionat del Món 2007            | 16 a 21 d'agost de 2007     | Berlín         | 3              |
| Final de la Copa del Món 2007     | 15 i 16 de setembre de 2007 | Pequín         | 1              |
| Campionat d'Àfrica 2007           | 22 a 25 de febrer de 2007   | El Caire       | 1              |
| Campionat d'Àsia 2007             | 8 a 14 de maig de 2007      | Tòquio         | 5              |
| Campionat d'Oceania 2007          | 8 a 14 de maig de 2007      | Tòquio         | 1              |
| Jocs Panamericans 2007            | 21 a 22 de juliol de 2007   | Rio de Janeiro | 4              |
| Campionat d'Europa 2007           | 6 a 13 de juny de 2007      | Riga           | 8              |
| Campionat del món 2008            | 27 a 1 de juny de 2008      | Budapest       | 3              |
| Classificació mundial de Pentatló | 1 de juny de 2008           | -              | 8              |
| País organitzador (Xina)          | -                           | -              | 1              |
| Invitacions                       | -                           | -              | 2              |
| TOTAL                             |                             |                | 36             |

### Països classificats
| Homes | Dones |
| • Austràlia · • Canadà · • Xile · • R.P. de la Xina (2) · • Cuba · • Corea del Sud (2) · • Egipte · • Estats Units · • Hongria (2) · • Japó · • Lituània (2) · • Polònia · • Txèquia · • Rússia (2) · • Ucraïna · | • Alemanya · • Austràlia · • Brasil · • Canadà · • R.P. de la Xina (2) · • Corea del Sud · • Egipte · • Estats Units · • França · • Guatemala · • Hongria · • Itàlia (2) · • Kazakhstan (2) · • Lituània · • Polònia · • Regne Unit (2) · • Rússia · |

## Taula horària de les proves
Totes les hores són segons l'hora de la Xina (UTC+8)
| Data                          | Hora          | Prova                 |
| ----------------------------- | ------------- | --------------------- |
| Dijous, 21 d'agost de 2008    | 08:30 - 09:10 | Tir masculí           |
| Dijous, 21 d'agost de 2008    | 10:00 - 13:15 | Esgrima masculí       |
| Dijous, 21 d'agost de 2008    | 14:30 - 15:10 | Natació masculina     |
| Dijous, 21 d'agost de 2008    | 17:00 - 19:00 | Hípica masculina      |
| Dijous, 21 d'agost de 2008    | 20:00 - 20:30 | Camp a través masculí |
| Divendres, 22 d'agost de 2008 | 08:30 - 09:10 | Tir femení            |
| Divendres, 22 d'agost de 2008 | 10:00 - 13:15 | Esgrima femení        |
| Divendres, 22 d'agost de 2008 | 14:30 - 15:10 | Natació femenina      |
| Divendres, 22 d'agost de 2008 | 17:00 - 19:00 | Hípica femenina       |
| Divendres, 22 d'agost de 2008 | 20:00 - 20:30 | Camp a través femení  |